# Le Mariage de Vera
Pour plus de détails, voir Fiche technique et Distribution.
Le Mariage de Vera (Dreimal Hochzeit) est un film allemand réalisé par Géza von Bolváry sorti en 1941.
Il s'agit d'une adaptation du roman de Hans Gustl Kernmayr (de).

## Synopsis
La Russie à l'époque tsariste. En passant, le régiment du prince Voronine s'installe dans le domaine de Vera Petrovna, qui a repris la ferme de son défunt père. Croyant que le propriétaire est une veuve âgée, le prince emménage immédiatement dans sa chambre et demande à ses subordonnés de lui rendre hommage. Ils sont enthousiasmés par la jeune femme et passent un dîner joyeux avec elle, au cours duquel Vera Petrovna entonne enfin une chanson. Attiré par cela, le prince est étonné de constater que le propriétaire terrien est une femme séduisante, lui conseille d'apprendre à bien utiliser sa belle voix chantante et envoie son régiment faire un exercice nocturne pour être seul avec elle. Cependant, Vera Petrovna refuse la situation, alors le prince passe la nuit avec le gardien, qui lui raconte l'histoire de la vie de Vera. Néanmoins, Vera Petrovna a un sentiment favorable et le lendemain matin, elle interroge le gardien sur le prince. Lorsque les deux s'avouent enfin leur sympathie, le prince reçoit l'ordre de marcher et doit quitter la cour, non sans proposer le mariage avec un baiser à Vera Petrovna. Peu de temps après, il emmène sa future épouse à Saint-Pétersbourg pour y célébrer publiquement leurs fiançailles. Alors que la famille de Vera est fière et heureuse, la famille noble du prince craint le pire ; d'ailleurs la société de Saint-Pétersbourg boycotte la fête. Lorsque le prince est confronté au souhait du tsar d'épouser quelqu'un d'autre, il décide d'épouser secrètement Vera et la convoque à l'église le lendemain. Mais elle ne se présente pas, lui laissant à la place une lettre lui demandant de l'oublier.
Des années plus tard, en 1920 à Berlin. Vera Petrovna a suivi les conseils du prince et a formé sa voix. Sous le nom de scène Vera Nikolskaïa, elle est devenue une chanteuse célèbre dans toute l'Europe. À ses côtés se trouve son cousin Felix, qui a déjà travaillé comme metteur en scène au théâtre de Saint-Pétersbourg, dirige maintenant les performances de Vera et agit également en tant que manager. À l'occasion de la représentation à Berlin, un imprésario américain est venu engager Vera pour une tournée américaine de 350 théâtres. Sur le chemin de la signature du contrat, Vera rencontre soudain l'ancien prince Voronine, qui vit en exil avec sa famille à Berlin depuis la Révolution russe et survit comme chauffeur de taxi tandis que sa famille tient un restaurant. Depuis des années qu'elle cherche le prince dans toutes les villes, Vera quitte l'entrepreneur américain, Voronine l'emmène au restaurant de sa famille pour se fiancer à nouveau avec lui. Pendant ce temps, son cousin négocie le contrat pour la tournée américaine. Le lendemain, Voronine rend visite à Vera au théâtre. Il y règne une ambiance trépidante, tout tourne autour de la chanteuse, qui n'a guère de temps pour son futur mari. Il se sent de plus en plus mal à l'aise. Lorsque le cousin de Vera révèle son plan pour la tournée américaine de faire de la publicité avec l'ancien titre aristocratique de Voronine et de vouloir y exécuter les performances en tant que revue du prince Voronine, il est consterné et doute de l'exactitude du mariage prévu dans quelques jours. Bien que Vera aimerait abandonner sa carrière pour lui, il annule le rendez-vous et ne se présente pas au mariage, que le cousin de Vera a prévu comme un événement majeur, mais laisse à la place une lettre à Vera.
Deux ans plus tard sur un bateau de croisière. Vera Petrovna travaille comme mannequin dans un défilé de mode organisé par son cousin après avoir perdu son argent à cause de mauvais investissements dans ses dernières revues. Voronine travaille également sur le navire et rencontre accidentellement son ancien camarade régimentaire Tatarinov, qui est maintenant marié à une Américaine. Lorsque Tatarinov le présente à sa femme et à ses amis sur le pont de luxe, Vera le voit et comprend mal la situation. En conséquence, elle ne souhaite pas apparaître dans le défilé de mode pour ne pas avoir à rencontrer Voronine. Cependant, il n'est pas riche du tout, mais travaille comme barman sur le navire. Lorsque Vera apparaît enfin, tous deux se reconnaissent, se rendent compte qu'ils appartiennent désormais à la même classe sociale et se précipitent vers le capitaine, qui arrange immédiatement leur mariage.

## Fiche technique
- Titre français : Le Mariage de Vera[2]
- Titre original : Dreimal Hochzeit
- Réalisation : Géza von Bolváry assisté de Carl von Barany
- Scénario : Ernst Marischka
- Musique : Willy Schmidt-Gentner
- Direction artistique : Kurt Herlth, Werner Schlichting
- Costumes : Erni Kniepert (de)
- Photographie : Willy Winterstein
- Son : Herbert Janeczka
- Montage : Arnfried Heyne
- Production : Viktor von Struve (de)
- Société de production : Wien-Film
- Société de distribution : Terra-Filmverleih
- Pays de production :  Reich allemand
- Langue : allemand
- Format : Couleur - 1,37:1 - Mono - 35 mm
- Genre : Romantique
- Durée : 95 minutes
- Dates de sortie :
  - Allemagne : 24 juin 1941
  - France : 20 novembre 1942[2].

## Distribution
- Marte Harell : Vera Petrovna
- Willy Fritsch : le prince Alexander Voronine
- Theo Lingen : Felix, le cousin de Vera
- Hedwig Bleibtreu : la duchesse Tatiana
- Hermann Brix : Lieutenant Tatarinov
- Theodor Danegger (de) : le prince Paul
- Alfred Neugebauer (de) : le prince Gregor
- Rosa Albach-Retty : Tante Nastja
- Hans Zesch-Ballot : le comte Lievers
- Erik Frey : Oberleutnant Rasvjenko
- Ernst Bader : Lieutenant Mischa
- Nicolas Koline : Stepan, propriétaire
- Leo Peukert : Knopp, conseiller commercial
- Franz Herterich : le grand prince
- Richard Eybner : l'intendant
- Franz Böheim : Ivan
- Catharina Reichert : Tante Olga

## Production
Le tournage a lieu en janvier et février 1941 dans les Studios Rosenhügel à Vienne. Les deux acteurs Willy Fritsch et Hans Zesch-Ballot sont également engagés dans le film de l'UFA Attentat à Bakou et sont donc contraints de faire la navette entre les lieux de tournage à Vienne et les enregistrements en studio dans les studios de Babelsberg.
Censuré le 16 mai 1941, le film est diffusé le 24 juin 1941 au Gloria-Palast de Berlin. Après une courte période, cependant, il est retiré des programmes des cinémas allemands et n'est que partiellement diffusé à l'étranger, car une représentation pro-russe dans l'intrigue du film n'est plus possible en raison du déclenchement de l'opération Barbarossa deux jours auparavant.
Dans la première année après la fin de la Seconde Guerre mondiale, le film reste brièvement interdit par les Alliés à cause d'un passage de texte perçu comme anti-soviétique (« Il n'y a plus de tsar, il n'y a plus de Russie »). Une scène du film peut également être interprétée comme anti-américaine, par exemple lorsqu'on affirme que les femmes américaines sont avides de titres nobles russes et n'épouseraient que des hommes russes exilés pour cette raison.

## Erreurs
Le film contient une erreur de réalisation. Pour un épisode du film, qui aurait eu lieu à Berlin en 1920, on montre des plans de la ville, y compris la tour radio de Berlin. Cependant, elle fut construite à partir de 1924. Le même extrait de film montre également le parc des expositions de Berlin, achevé en 1937.